# リチャード・ムーア (アイルランドの政治家)
リチャード・ムーア（英語: Richard Moore、1725年12月15日 – 1761年9月29日）は、アイルランド王国の政治家。

## 生涯
初代マウント・ケッシェル子爵スティーブン・ムーアとアリシア・コルヴィル（Alicia Colvill、1762年8月10日没、ヒュー・コルヴィルの娘）の長男として、1725年12月15日に生まれた。
1761年4月、クロンメル選挙区でアイルランド庶民院議員に当選した。しかし、そのわずか5か月後の1761年9月29日に生涯未婚のままコーク県ムーア・パーク（Moore Park）で死去した。父の存命中に死去したため、爵位を継承することはなかった。